# Pieter Gerard van de Vliet
Pieter Gerard van de Vliet (Hilversum, 30 april 1902 – aldaar, 19 december 1984) was een Nederlands onderwijzer en politicus voor de Volkspartij voor Vrijheid en Democratie (VVD).

## Levensloop
Pieter van de Vliet werd geboren als een zoon van Sijbrand Johannes van de Vliet en Maria Clara van Loevezijn. Na de HBS te Amsterdam studeerde hij wiskunde aan de Universiteit van Amsterdam en promoveerde in 1924 op wiskunde en natuurwetenschappen tot doctor. Hij begon zijn carrière als onderwijzer te Den Helder en Hilversum. Daarna was Van de Vliet registeraccountant te Hilversum. Van 1 september 1953 tot 3 september 1974 was hij werkzaam als lid van de gemeenteraad van Hilversum. Van 2 september 1962 tot 3 september 1974 functioneerde hij als wethouder in dezelfde stad. Van 20 september 1960 tot 10 mei 1971 was hij lid van de Eerste Kamer der Staten-Generaal.

## Persoonlijk
Van de Vliet huwde twee keer. Eerst trouwde hij met Maria Klein. De tweede keer trouwde hij met E.A. Wolters en samen hadden ze twee kinderen.

## Ridderorden
- Ridder in de Orde van Oranje-Nassau, 29 april 1954
- Ridder in de Orde van de Nederlandse Leeuw, 29 april 1971

- Biografisch Portaal: 91655335
- Parlement.com: vg09llc48eqy